# 나전칠국화모란넝쿨무늬상자
나전칠국화모란넝쿨무늬상자(螺鈿漆菊花牧丹唐草文箱子)는 부산광역시 영도구, 국립해양박물관에 있는 소나무와 황동을 재료로 하여 나전과 옻칠 기법 및 맞짜임으로 제작한 직사각형 상자이다. 2019년 7월 24일 부산광역시의 유형문화재 제209호로 지정되었다.

## 개요
국립해양박물관 소장 나전칠국화모란넝쿨무늬상자는 소나무와 황동을 재료로 하여 나전과 옻칠 기법 및 맞짜임으로 제작한 직사각형 상자이다. 특히 상자 밑면을 제외한 전체 면에 넝쿨로 연결된 국화모란문을 끊음질과 줄음질로 시문한 뛰어난 나전기법을 지닌 작품이기도 하다. 윗면에는 모란과 국화를 당초문으로 아름답게 포치하였는데 이 문양은 앞면까지 연속되어 있으며, 측면과 뒷면의 경우에는 국화당초문만 시문되어 있다. 장석(裝錫)으로는 각 모서리 마다 5판화형 거멀감잡이가 부착되어 있으며, 무문의 약과형 앞바탕은 4개의 못으로 고정되어 있다. 또한 낙목은 부엉이 형태 및 X자가 선각된 뻗침대 아래쪽 측면에 'ㄷ'자형 홈을 두어 아래쪽 붙박이형 잠금장치를 옆으로 밀거나 닫으면 개폐되게 고안되어 있기도 하다. 뒷면은 위쪽 3분의 1 지점에 2개의 약과형 경첩을 달아 뚜껑을 여닫게 만들어져 있으며, 내부에는 고급스럽게 정제칠이 되어 있어 아마도 귀중한 서류 등을 담아 두는 상자였던 것으로 보인다.
국립해양박물관 소장 나전칠국화모란넝쿨무늬상자는 16~17세기에 제작된 개인 소장 나전모란당초문상자에서 간취되는 나전과 옻칠 및 시문 기법에서 그 양식적 궤를 같이 하고 있음을 알 수 있다. 다만 개인 소장품은 모란꽃 표현이 사실적이며 넝쿨 또한 정연하게 포치되어 있는데 반해 국립해양박물관 소장품은 모란과 국화가 도안화되어 있고 넝쿨이 자유분방하게 흐트러져 있는 점에서 그 제작시기가 다소 뒤처진 것으로 파악된다. 또 한편으로는 낙목과 5판화형 거멀감잡이 양식에서 17세기에 제작된 일본민예관 소장 흑갈칠나전모란당초문함과 17~18세기에 제작된 신유철 소장 나전모란당초문상자의 양식을 따르고 있음이 확인된다. 특히 낙목 아래쪽 측면에 'ㄷ'자형 홈을 둔 뻗침대와 붙박이형 잠금장치의 경우 18세기 서류함에서 찾아볼 수 있는 장석 양식이기도 하다. 따라서 국립해양박물관 소장 나전칠국화모란넝쿨무늬상자는 나전 시문양식과 감잡이 및 낙목과 잠금장치 등의 장석 양식을 고려해 볼 때 18세기에 제작된 것으로 판단된다.
국립해양박물관 소장 나전칠국화모란넝쿨무늬상자는 시문되어 있는 나전 문양과 잠금장치 및 각 모서리의 5판화형 거멀감잡이 등의 양식에서 18세기에 제작된 나전칠기로 파악된다. 또한 줄음질의 모란과 국화 및 끊음질의 넝쿨무늬 표현기법, 그리고 옻칠 및 내부의 정제칠 등이 상당히 뛰어난 작품이기도 하다. 따라서 이 나전칠국화모란넝쿨무늬상자는 작품성이 뛰어날 뿐만 아니라 제작시기가 오래된 문화재적 가치 및 희소성이 높은 유물로 평가된다.

## 같이 보기
- 부산박물관 소장 나전함

## 참고 문헌
- 나전칠국화모란넝쿨무늬상자 - 국가유산청 국가유산포털